# Show Low
Show Low är en stad (city) i Navajo County, i delstaten Arizona, USA. Enligt United States Census Bureau har staden en folkmängd på 10 657 invånare (2011) och en landarea på 106 km².